# Ратковце
Ратковце (слч. Ratkovce) насељено је мјесто са административним статусом сеоске општине (слч. obec) у округу Хлоховец, у Трнавском крају, Словачка Република.

## Становништво
| Година:    | 1994. | 2004.   | 2014.    | 2024.   |
| ---------- | ----- | ------- | -------- | ------- |
| Број људи: | 304   | 288     | 337      | 362     |
| Разлика:   |       | -5,26 % | +17,01 % | +7,41 % |

| Година:    | 2023. | 2024.   |
| ---------- | ----- | ------- |
| Број људи: | 360   | 362     |
| Разлика:   |       | +0,55 % |

Према подацима о броју становника из 2024. године насеље је имало 362 становника.